# 潘碧善
潘碧善（1968年8月31日—），旅居匈牙利的越南商人、社会活动家，曾任越匈关系基金会主席、匈牙利越南妇女协会会长、欧洲越南妇女论坛主席等职务。